# Как в старой сказке
| Оценки критиков | Оценки критиков |
| Источник        | Оценка          |
| --------------- | --------------- |
| Наш НеФормат    | 4+              |

«Как в старой сказке» — пятый студийный альбом российской панк-рок-группы «Король и Шут». Выпущен 12 ноября 2001 года. Одной из особенностей альбома является использование не характерных для панка хард-роковых мотивов и риффов и камерное звучание. Первый альбом записанный по контракту с компанией «Мистерия звука».

## История создания
В альбом «Как в старой сказке» вошли как достаточно старые, но ранее не издававшиеся композиции, так и совершенно новые песни. Одна из самых старых песен альбома — «Скотный двор» исполнялась на концертах уже в 1994 году. Музыка к композиции «Возвращение колдуна» была записана на демо-сингле в 1992 году, музыка к композиции «Пират» была написана на демо-бутлеге 1991 года Андрея Князева. Ранние версии песен «Гимн шута» и «Тайна хозяйки старинных часов» были записаны Андреем Князевым в 1997 году.
Работа над новым альбомом началась осенью 2000 года. 20 октября состоялся концерт в Кургане, на котором группа выступила без Михаила Горшенёва, незадолго до этого попавшего в больницу. Чтобы хоть как-то компенсировать его отсутствие публике были представлены новые песни: «Парень и леший», «Кто это всё придумал?» и «Тайна хозяйки старинных часов». В дальнейшем песня «Кто это всё придумал?» исполнялась практически на каждом концерте ещё до выхода альбома. 19 июля 2001 года музыканты приступили к записи «Как в старой сказке» на студии «Мелодия» в Санкт-Петербурге.

Альбом «Как в старой сказке» придумывался примерно таким же образом, как «Герои и Злодеи» — то есть, в самый последний момент. Какое-то количество песен уже было готово, как основа, но, хотя мы не укладывались в сроки, хотелось сделать песен 17, не меньше. И началось. Я свои песни делал заранее, то есть, примерно, месяца за два до записи в студии, а Горшок подключился в самый последний момент. Тем не менее, в общем-то, я сделал 7 песен, Горшок 10 и мы этот альбом довели.— Андрей Князев. «Самая правдивая история о самой невероятной группе»
Весь материал был записан в течение месяца. Впервые в записи альбома «Короля и Шута» принимал участие второй гитарист Александр Леонтьев, незадолго до этого присоединившийся к постоянному составу группы. В середине августа в рекордный срок, за одни сутки, был снят клип на песню «Проклятый старый дом». Съёмка проводилась на даче друзей музыкантов «Короля и Шута». Режиссёром выступил Валерий Хатин, который впоследствии снял ещё один клип для группы, на песню «Месть Гарри» из альбома «Бунт на корабле».
19 октября на концерте в ДС «Юбилейный» в Санкт-Петербурге группа представила новую программу с ещё не выпущенного альбома. Было исполнено 11 из 17 композиций пластинки. Во время исполнения «Проклятого старого дома» на большом экране был показан клип на эту песню. Планировалось, что этот концерт будет презентацией альбома, но к тому времени диск ещё не поступил в продажу. С этого выступления начался двухмесячный гастрольный тур в поддержку нового альбома. Сама пластинка вышла 12 ноября 2001 года на лейбле «Мистерия звука». 15 декабря состоялся концерт в ДС «Лужники» в Москве, на котором сцена была в центре зрительного зала. Сама сцена представляла собой круг, оформленный в виде пня, на котором разворачивалась «старая сказка». 26 января 2002 года группа вновь выступила в ДС «Юбилейный» с полноценной презентацией «Как в старой сказке»: на этот раз в Санкт-Петербурге были исполнены все песни с альбома.
30 марта 2021 года на своём YouTube-канале Андрей Князев выложил видео с процесса записи альбома.

## Обложка
Автором обложки «Как в старой сказке», как и многих других альбомов группы, стал Андрей Князев. Впервые на обложке появились символы группы — король и шут. Старый шут держит на руках молодого короля, который играет игрушкой шута. Был и другой, чёрно-белый, вариант оформления, на котором более зловещий ребёнок-король отрезает голову кукле шута. Тут заключался намёк на то, что шут воспитывает короля, который, когда вырастет, отрубит ему голову. В итоге музыканты решили остановиться на менее зловещем варианте.

## Список композиций
Все тексты написаны Андреем Князевым, кроме песни Пивной череп, написанной Михаилом Горшеневым.
| №                   | Название                        | Музыка              | Длительность |
| ------------------- | ------------------------------- | ------------------- | ------------ |
| 1.                  | «Гимн шута»                     | Андрей Князев       | 5:00         |
| 2.                  | «Проклятый старый дом»          | Михаил Горшенёв     | 4:17         |
| 3.                  | «Тайна хозяйки старинных часов» | Андрей Князев       | 3:30         |
| 4.                  | «Кузьма и барин»                | Михаил Горшенёв     | 3:08         |
| 5.                  | «Пират»                         | Андрей Князев       | 3:55         |
| 6.                  | «Скотный двор»                  | Михаил Горшенёв     | 2:22         |
| 7.                  | «Возвращение колдуна»           | Михаил Горшенёв     | 3:15         |
| 8.                  | «Зловещий кузен»                | Андрей Князев       | 3:11         |
| 9.                  | «Ответ - лютая месть!»          | Михаил Горшенёв     | 3:47         |
| 10.                 | «Рогатый»                       | Андрей Князев       | 3:15         |
| 11.                 | «Двухголовый отпрыск»           | Михаил Горшенёв     | 1:52         |
| 12.                 | «Два монаха в одну ночь»        | Михаил Горшенёв     | 2:01         |
| 13.                 | «Кто это всё придумал?»         | Андрей Князев       | 2:57         |
| 14.                 | «Пивной череп»                  | Михаил Горшенёв     | 3:00         |
| 15.                 | «Парень и леший»                | Андрей Князев       | 4:10         |
| 16.                 | «Похороны панка»                | Михаил Горшенёв     | 2:19         |
| 17.                 | «Воспоминания о былой любви»    | Михаил Горшенёв     | 4:55         |
| Общая длительность: | Общая длительность:             | Общая длительность: | 56:55        |

## Участники записи
- Михаил Горшенёв (Горшок) — вокал, музыка, тексты.
- Андрей Князев (Князь) — вокал, тексты, музыка.
- Александр Балунов (Балу) — бас-гитара, бэк-вокал.
- Яков Цвиркунов (Яша) — гитара, бэк-вокал.
- Александр Леонтьев (Ренегат) — гитара, бэк-вокал.
- Александр Щиголев (Поручик) — ударные.
- Мария Нефёдова (Маша) — скрипка, вокал (4).

## Отзывы и критика
Музыкальный обозреватель Алексей Мажаев в рецензии для портала InterMedia отметил музыкальную составляющую альбома — «крайне энергичную мешанину тяжёлых стилей — от хард-рока до панка с элементами фолка», а также качественный дизайн обложки диска. В то же время Мажаев обратил внимание на проблемы с написанием текстов, отсутствие развития сюжета во многих песнях пластинки.

Штатный поэт «КиШа» Андрей Князев заявляет какую-нибудь забавную тему и тут же бросает её безо всякого развития. Так происходит в композициях «Возвращение колдуна», «Зловещий кузен», «Гимн шута», «Рогатый», «Скотный двор», «Похороны панка», «Ответ - лютая месть», «Кто это всё придумал?», «Кузьма и барин», «Парень и леший»… Сюжет обрывается на полуслове, и если раньше Князь выкручивался из подобных ситуаций с помощью остроумных, часто парадоксальных финалов, то теперь не утруждает себя сочинением таковых (исключения — «Двухголовый отпрыск» и «Тайна хозяйки старинных часов»).
.

## Достижения
- 2-я песня с этого альбома — «Проклятый старый дом» — почти полгода занимала 1 место в хит-параде «Нашего радио» «Чартова дюжина», заняв 8-е место по итоговому голосованию за 2001 год.
- 17-я песня с этого альбома — «Воспоминания о былой любви» — занимала высокие места в хит-параде «Нашего радио» «Чартова дюжина», заняв 3-е место по итоговому голосованию за 2002 год.
- Группа «НАИВ» спела кавер-версию песни «Воспоминания о былой любви», которая тоже занимала высокие позиции в хит-параде «Нашего радио» «Чартова дюжина».